# Tim Borowski
Tim Borowski (født 2. maj 1980 i Neubrandenburg, Østtyskland) er en tidligere tysk fodboldspiller, der senest spillede for Bundesliga-klubben Werder Bremen. I 2008 skiftede han fra Werder Bremen til Bayern München. Men i 2009 skiftede han tilbage til Werder Bremen.

## Landshold
Borowski spiller desuden for Tysklands fodboldlandshold, som han blandt andet repræsenterede ved VM i 2006 og EM i 2008. Han spillede sin første landskamp 21. august 2002 i en kamp mod Bulgarien.